# Uitzonderingsartikels in de Zwitserse Grondwet
De uitzonderingsartikels in de Zwitserse Grondwet waren in Zwitserland de wettelijke bepalingen die in de Zwitserse Grondwet werden ingeschreven aan het einde van de 19e eeuw die beperkingen oplegden aan de godsdienstvrijheid en de vrijheid van meningsuiting. Deze bepalingen ontwikkelde zich in de tijd van de Kulturkampf en hadden als doel de invloed van het katholicisme te beperken, soms ten voordele van het protestantisme. De meeste uitzonderingsartikels werden tijdens het tweede deel van de 20e eeuw afgeschaft.

## Invoering
De Zwitserse Grondwet van 1848 werd een eerste maal grondig herzien in 1874. Hierbij werden vier zogenaamde uitzonderingsartikels opgenomen, namelijk:
- artikel 51, dat de jezuïtisme verbood. Dit uitzonderingsartikel was een betonnering van de situatie die reeds gold sinds 1848, waarbij jezuïeten geen officiële functies mochten uitoefenen.
- artikel 52, dat het oprichten en het restaureren van kloosters verbood.
- artikel 70, vierde lid, dat de Bondsraad het verbod oplegde om nieuwe bisdommen op te richten.
- artikel 75, dat een cumulverbod oplegde tussen een mandaat als volksvertegenwoordiger in de Nationale Raad en een religieuze functie (zowel voor katholieken als voor protestanten).

Hanna Sahlfeld-Singer, een van de eerste vrouwelijke verkozenen in de Nationale Raad, mocht omwille van dit artikel 75 haar bediening in de protestante eredienst niet uitoefenen tijdens haar parlementair mandaat.
In 1893 werd er aan de Grondwet een artikel 25bis toegevoegd dat het ritueel slachten van dieren verbood. Dit artikel werd ingevoerd na een referendum. Alhoewel deze maatregel werd voorgesteld in het kader van dierenbescherming, leek ze ook te zijn genomen in de schaduw van het antisemitisme in die tijd.

## Afschaffing
Gedurende de 20e eeuw zouden deze uitzonderingsartikels ter discussie komen te staan. Na een referendum in 1973 werden de artikelen 51 en 52 afgeschaft. Bij de tweede grote herziening van de Grondwet in 1999 werd artikel 75 geschrapt. De regels van het oorspronkelijke artikel 70, vierde lid, werden tot slot in 2001 afgeschaft, eveneens na een referendum.
Enkel het artikel 25bis is nog in werking, zij het dat deze bepaling als dusdanig er niet langer is, maar dat de inhoud ervan werd overgenomen in een andere wet. De Bondsraad wilde in 2003 overgaan tot het afschaffen van deze wet, maar na betogingen werd op dit voornemen teruggekomen.
- Historisch woordenboek van Zwitserland: 010388